# John Berryman
John Berryman (McAlester, 25 de octubre de 1914 - Oklahoma, 7 de enero de 1972) fue un poeta confesional estadounidense. Se le considera como una de las mayores figuras de la poesía estadounidense de la segunda mitad del siglo XX.

## Biografía
Cuando John Berryman tenía apenas 10 años, en 1924, su padre, un banquero de Florida, se suicidó, y él mismo sería el primero en encontrar el cadáver. Un tiempo más tarde, su madre se vuelve a casar, y sería por el apellido de su padrastro que adoptaría el pseudónimo de Berryman. La imagen del suicidio de su padre le influiría en sus poemas, ya que en varios de ellos se trata este tema de forma indirecta.
Berryman publicó su primera obra, titulada Poems, en 1942 durante la Segunda Guerra Mundial, y una segunda, Dispossessed, seis años más tarde. La primera obra considerada como una de sus más importantes fue Homage to Mistress Bradstreet, aparecida en 1956. En cuanto al público y la crítica, fue sus Dream Songs, que aparecieron en serie desde 1964, las que mayor acogida obtuvieron.
El primer volumen de esta serie, titulada 77 Dream Songs, le permitieron ganar el Premio Pulitzer de Poesía, siendo la máxima distinción que puede recibir un profesional de la prensa en Estados Unidos. El segundo volumen apareció en 1968, titulado His Toy, His Dream, His Rest. Un año más tarde, los dos volúmenes fueron publicados en un solo libro, The Dream Songs.
Berryman era alcohólico y algunos de sus amigos dijeron que mientras estudiaba en la Universidad de Columbia parecía tener una doble personalidad. Su alcoholismo y depresión le fueron alterando sus capacidades para escribir, hablar en público y trabajar normalmente. En 1972, su estado depresivo le lleva a seguir el ejemplo de su padre: se suicida tirándose por el puente de la Avenida Washington en Minneapolis, en Minnesota.

## Publicaciones
- Poems (1942)
- The Dispossessed (1948)
- Homage to Mistress Bradstreet (1956)
- 77 Dream Songs (1964)
- Berryman's Sonnets (1967)
- The Dream Songs (1969)
- His Toy, His Dream His Rest (1969)
- Delusions, Etc. (1972)